# Liste der Bischöfe von Avellino
Die folgenden Personen waren Bischöfe des Bistums Avellino (Kampanien, Italien):
- Memorio (390?–409)
- Giuliano (?–418)
- Epifanio 435

- Timoteo 496–499
- Heiliger Sabino 525–526

- Truppualdo um 1053
- Goffredo um 1059
- Pietro 1068
- Innominato um 1071
- Giovanni I. 1114–1126
- Roberto 1131–1133
- Vigilanzio um 1145
- Guglielmo 1166–1207
- Ruggiero 1215–1242
- Giacomo
- Giovanni II. 1264–1268
- Leonardo 1268–1277
- Benedetto 1288–1294
- Francesco 1295–1310
- Nicola I. 1311–1324
- Goffredo da Tufo 1325–1326
- Natimbene 1326–1333
- Nicola II. 1334–1350
- Raimondo 1351–1363
- Nicola III. 1363–1391
- Matteo 1391–1422 oder 1423
- Francesco Palombo 1423–1431
- Fuccio 1432–1465
- Battista de Ventura 1465–1492
- Antonio De Pirro 1492–1503
  - Bernardino López de Carvajal 1503–1505 (Apostolischer Administrator)
- Antonio De Caro 1505–1507
- Gabriele Setario 1507–1510
- Giovanni Francesco Setario 1511–1516
- Arcangelo Madrignano 1516–1520
- Silvio Messaglia 1520–1544
- Geronimo Albertini 1545–1548
- Bartolomé de la Cueva de Albuquerque (1548–1560) (auch Erzbischof von Manfredonia)
- Ascanio Albertini 1549–1580
- Pietrantonio Vicedomini 1580–1591
- Fulvio Passerini 1591–1599
- Tommaso Vannini 1599–1609
- Muzio Cinquini 1609–1625
- Bartolomeo Giustiniani 1626–1653
- Lorenzo Pollicini 1653–1656
- Tommaso Brancaccio 1656–1669
- Gio: Battista Lanfranchi 1670–1673
- Carlo Pellegrini 1673–1678
- Francesco Scannagatta 1679–1700
- Emanuele Cicatelli 1700–1703
- Pietro Alessandro Procaccini 1704–1722
- Francesco Antonio Finy 1722–1724
- Cherubino Tommaso Nobilione 1726–1726
- Giovanni Paolo Torti Rogadei 1726–1742
- Antonio Maria Carafa 1742–1745
- Felice Leone 1745–1754
- Benedetto Latilla 1754–1760
- Gioacchino Martinez 1760–1782
- Sebastiano De Rosa 1792–1810
- Domenico Novi Ciavarria 1818–1841
- Giuseppe Palma 1843–1843
- Giuseppe Maria Maniscalco 1844–1854
- Francesco Gallo 1855–1896
- Serafino Angelini 1896–1908
- Giuseppe Padula (1908–1928)
- Francesco Petronelli (1929–1939) (auch Erzbischof von Trani)
- Guido Luigi Bentivoglio, S.O.C. (1939–1949) (auch Koadjutorerzbischof von Catania)
- Giocchino Pedicini (1949–1967)
- Pasquale Venezia (1967–1987)
- Gerardo Pierro (1987–1992) (auch Erzbischof von Salerno-Campagna-Acerno)
- Antonio Forte, O.F.M. (1993–2004)
- Francesco Marino (2004–2016) (dann Bischof von Nola)
- Arturo Aiello (seit 2017)